# Dream a Dream
Dream a Dream è un album del gruppo j-rock giapponese Lazy, pubblicato nel 1978 per l'etichetta BMG.

## Il disco
In seguito al malcontento dei membri del gruppo dovuto all'insuccesso di This is the Lazy e ad alcune scelte del management, la BMG decise di dare più ampia libertà stilistica al gruppo: grazie a delle sonorità più dure rispetto all'esordio, Dream a Dream ebbe un miglior riscontro di vendite.

## Tracce
1. ロックン.ロㅡルさえやってりゃ (Rock'n Roll Is Coming)
2. Stop the Music
3. Guitar Man
4. フルカウント (Full Count)
5. 內氣な夏 (Summer of...)
6. My Angel
7. 眞夏のメインストリㅡト
8. 100% の片思い (100% no Kataomoi)
9. 靑春の１ペㅡジ
10. Sweet Goodbye

## Formazione
- Hironobu "Michell" Kageyama - voce
- Akira "Suzy" Takasaki - chitarra
- Munetaka "Davy" Higuchi - batteria
- Hiroyuki "Funny" Tanaka - basso
- Shunji "Pocky" Inoue - tastiere